# Assassin's Creed
Assassin's Creed je historicko-akční RPG série videoher vydávaných od roku 2007 firmou Ubisoft. Dosud vyšlo čtrnáct hlavních her, nejnovější z nich je Assassin's Creed Shadows, která vyšla v roce 2025. Ústředním tématem celé série je nekončící boj mezi Bratrstvem Assasínů (dříve "Hidden Ones") a Templářů (dříve Řád Prastarých "Order Of The Ancients" nebo Kosmuv Kult "Cult of Kosmos") během celé historie - díly se odehrávají v rozličných časových obdobích. Postupem času však děj odhalí záhadné pozůstatky dávné rasy zvané "Isu" a jejich pozůstalé technologie.

## Seznam her
| Časový úsek                 | Název                                 | Rok vydání | Platformy                                                                                              | Ostatní |
| --------------------------- | ------------------------------------- | ---------- | --- | ------- |
| Třetí křížová výprava       | Assassin's Creed                      | 2007       | PlayStation 3, Xbox 360, Microsoft Windows                                                             | —       |
| Třetí křížová výprava       | Assassin's Creed: Altaïr's Chronicles | 2008       | Nintendo DS, Android, iOS, Symbian, webOS, Windows Phone                                               | —       |
| Třetí křížová výprava       | Assassin's Creed: Bloodlines          | 2009       | PlayStation Portable                                                                                   | —       |
| Renesance                   | Assassin's Creed II                   | 2009       | PlayStation 3, Xbox 360, PlayStation 4, Xbox One, OS X, Microsoft Windows, Symbian                     | OnLive  |
| Renesance                   | Assassin's Creed II: Discovery        | 2009       | Nintendo DS, iOS                                                                                       | —       |
| Renesance                   | Assassin's Creed: Brotherhood         | 2010       | PlayStation 3, Xbox 360, PlayStation 4, Xbox One, OS X, Microsoft Windows                              | OnLive  |
| Renesance                   | Assassin's Creed: Revelations         | 2011       | PlayStation 3, Xbox 360, PlayStation 4, Xbox One, Microsoft Windows, Android, Symbian                  | OnLive  |
| Raný novověk                | Assassin's Creed III                  | 2012       | PlayStation 3, Xbox 360, Wii U, PlayStation 4, Xbox One, Nintendo Switch, Symbian                      | —       |
| Raný novověk                | Assassin's Creed III: Liberation      | 2012       | PlayStation 3, Xbox 360, PlayStation 4, Xbox One, Nintendo Switch, PlayStation Vita, Microsoft Windows | —       |
| Zlatý věk pirátství         | Assassin's Creed IV: Black Flag       | 2013       | PlayStation 3, Xbox 360, Wii U, PlayStation 4, Xbox One, Microsoft Windows, Nintendo Switch            | —       |
| Zlatý věk pirátství         | Assassin's Creed: Pirates             | 2013       | Microsoft Windows, Android, iOS                                                                        | —       |
| Zlatý věk pirátství         | Assassin's Creed: Freedom Cry         | 2014       | PlayStation 3, PlayStation 4, Xbox 360, Xbox One, Microsoft Windows                                    | —       |
| Raný novověk                | Assassin's Creed Rogue                | 2014       | PlayStation 3, Xbox 360, PlayStation 4, Xbox One, Nintendo Switch, Microsoft Windows                   | —       |
| Raný novověk                | Assassin's Creed Identity             | 2014       | Android, iOS                                                                                           | —       |
| Velká francouzská revoluce  | Assassin's Creed Unity                | 2014       | PlayStation 4, Xbox One, Microsoft Windows                                                             | —       |
| Říše Ming                   | Assassin's Creed Chronicles: China    | 2015       | PlayStation 4, Xbox One, Microsoft Windows, PlayStation Vita                                           | —       |
| Viktoriánské období         | Assassin's Creed Syndicate            | 2015       | PlayStation 4, Xbox One, Microsoft Windows                                                             | —       |
| Sikhská říše                | Assassin's Creed Chronicles: India    | 2016       | PlayStation 4, Xbox One, Microsoft Windows, PlayStation Vita                                           | —       |
| Říjnová revoluce            | Assassin's Creed Chronicles: Russia   | 2016       | PlayStation 4, Xbox One, Microsoft Windows, PlayStation Vita                                           | —       |
| Ptolemaiovský Egypt         | Assassin's Creed Origins              | 2017       | PlayStation 4, Xbox One, Microsoft Windows                                                             | —       |
| Peloponéská válka           | Assassin's Creed Odyssey              | 2018       | PlayStation 4, Xbox One, Microsoft Windows                                                             | Stadia  |
| Španělská inkvizice         | Assassin's Creed Rebellion            | 2018       | Android, iOS                                                                                           | —       |
| Vikingská kolonizace Anglie | Assassin's Creed Valhalla             | 2020       | PlayStation 4, PlayStation 5, Xbox One, Xbox Series X, Microsoft Windows                               | Stadia  |
| Zlatý věk Islámu            | Assassin's Creed Mirage               | 2023       | PlayStation 4, PlayStation 5, Xbox One, Xbox Series X a Series S, Amazon Luna, Microsoft Windows       | —       |
| Období Azuči-Momojama       | Assassin's Creed Shadows              | 2025       | PlayStation 5, Xbox One, Xbox Series X a Series S, Microsoft Windows                                   | —       |

## Hlavní hry

### Assassin's Creed
Assassin's Creed (nesprávně Assassin's Creed I) je první historicko-akční hra v této sérii, vydaná v listopadu 2007 firmou Ubisoft Entertainment. Odehrává se ve 12. a 13. století, v období okolo třetí křížové výpravy ve Svaté zemi. Hlavní postavou je Altaïr Ibn-La' Ahád. Tento díl je jediným dílem s českým dabingem. Hru provází citát: "Nic není pravda, vše je dovoleno" (anglicky Nothing is true, everything is permitted, krédo asasínů). Významným prvkem hry je pohyb, Altaïr není omezen jenom ulicemi, ale je schopný šplhu, "freeruningu" (akrobatický běh) a pohybu po střechách. Altaïr nepoužívá moc široké spektrum zbraní.
Děj
Píše se rok 2012. Desmond Miles pracoval jako barman a nyní je vězněn společností Abstergo. Ve svém DNA má genetické vzpomínky svého prapředka Altaïra Ibn-la' Aháda, který patřil k Levantínskému bratrstvu Assasínů ve 12. století, v průběhu třetí křížové výpravy. V paměti mu pátrá stroj zvaný Animus s pomocí dvou vědců (Warren Vidic a Lucy Stillman). Postupně se propracovává vzpomínkami svého předka, dokud se nedostane ke vzpomínce, po které vědci pátrají. Účelem únosu je takzvaný "Kousek ráje" (Piece of Eden) - poklad, jejž Templáři (hlavní antagonisté hry) nalezli v roce 1191 pod Šalamounovým chrámem. Asasínům se jej podařilo získat a Altaïr musí zabít templářské vůdce snažící se získat poklad zpět. V průběhu hry je postupně poodhalována podstata pokladu. Tato, na první pohled bezcenná, zlatá koule se postupně ukáže jako předmět, jenž "vyhnal Adama a Evu z ráje". Postupně se pak ukáže, že tento artefakt je schopný klamat lidskou mysl a ovládat tak lidi, a že se nejedná o božský či magický artefakt, ale kus nesmírně vyspělé a dost možná mimozemské technologie. Desmondovi věznitelé se nakonec ukážou býti dnešními potomky templářů, kteří se stejně jako před tisíci lety snaží nastolit nový pořádek pomocí tohoto artefaktu.
Ke hře vyšla speciální edice Director's cut edition, která obsahuje 5 dalších typů vyšetřování: Útěk po střechách, Tichou eliminaci lučištníka, Doprovod, Zničení stánku a Vraždu.

### Assassin's Creed II
Druhým dílem v sérii je Assassin's Creed II. Hra vyšla v listopadu 2009 na PS3 a Xbox360, v březnu 2010 na Windows a v říjnu 2010 na OS X. Děj se odehrává v Itálii, především ve Florencii a v Benátkách. Hlavní postavou je renesanční asasín Ezio Auditore da Firenze. K dispozici je širší spektrum zbraní než v předchozím díle. Ve hře se vyskytují historické postavy jako Leonardo da Vinci, Niccolò Machiavelli a další. Příběh vypráví o mladistvé části života Ezia Auditore, jehož vzpomínky prožívá přes Animus jeho vzdálený potomek Desmond Miles.
K dispozici je DLC ve dvou pokračováních a dále tři edice hry.

### Assassin's Creed: Brotherhood
Třetí díl série s podtitulem Brotherhood (Bratrstvo) byl vydán v listopadu 2010. Hlavním hrdinou je opět Ezio Auditore da Firenze a děj hry pokračuje v Eziově příběhu, který se tentokrát odehrává především v Římě, v centru moci Templářů. Poprvé se v sérii objevuje multiplayer. Singleplayerový zážitek byl kritiky velmi kladně přijat. Ezio vede tentokrát celé římské bratrstvo, ve hře vystupuje většina postav z předchozího dílu, dále i skutečné historické postavy jako Leonardo da Vinci, Cesare Borgia, Rodrigo Borgia, Nicolo Machiavelli a další.
Pro tuto hru byly vydány 3 updaty, dále 1 DLC pro PC, 2 DLC pro PS3 a dále také 5 bonusů.
Děj
Desmond Miles prožívá skrz Animus vzpomínky jeho předka, Ezia Auditore. Příběh pokračuje v událostech po druhém dílu. Ezio se vrátí zpět do Montergiorni. Ta je obsazena a zničena Cesarem Borgiou. Cesare zabije Eziova strýce Maria, a tak má Ezio další důvod k boji s templáři. Ezio cestuje do Říma, kde si vybuduje respekt, s čímž mu pomáhá Niccolò Machiavelli. Ezio si buduje svoje bratrstvo asasínů a zbavuje Řím vlivu Borgiů. Celý děj se opět odehrává kolem předmětu Piece of Eden (Kousek Ráje), který byl zpočátku hry sebrán Cesarem Borgiou, který ho odevzdal svému otci. Ezio se nakonec Jablka zmocní a díky jeho moci definitivně zlikviduje Cesareho armádu a zabije Cesara Borgiu. Nakonec Jablko bezpečně uschová do skrýše, protože je příliš mocné a Ezio se obává, že by mohlo být zneužito.
V současnosti Desmond s přáteli objeví Eziův úkryt a získají Jablko, které bylo uschováno v kryptě pod Koloseem. Desmondovi se zjeví hologram Minervy, která tvrdí, že apokalypsa je jediným možným způsobem, jak očistit lidstvo a zachránit ho před sebou samotným. Desmond na konci, pod vlivem Jablka, bodne skrytou čepelí Lucy do břicha a tím ji zabije.

### Assassins Creed: Revelations
Assassin's Creed: Revelations (Assassin's Creed: Odhalení) je čtvrtým hlavním titulem v této herní sérii a vyšla 15. listopadu 2011. Ve hře se naposled objeví Ezio Auditore da Firenze. Hra se odehrává převážně v tehdejší Osmanské říši a v pevnosti Masyaf. V Konstantinopoli začne sílící armáda templářů ohrožovat celé impérium a Ezio se vydává po stopách Altaïra Ibn-la' Aháda. Eziovi se opět rozšířil zbraňový arzenál například o hookblade (háková čepel). Desmond najde v Animu tzv. Black Room (Černá místnost), kde budeme moci odhalovat vzpomínky ztracené v podvědomí. Zajímavostí je tvorba vlastních postav a zbraní v MP. Hra je dostupná v různých edicích a také jsou dostupné DLC a bonusy.
Děj
Desmond Miles je připojen k Animu a ocitá se na Ostrově, který je základní a jednoduchou simulací prostředí. Zde se setkává se Subjektem 16, který mu sdělí, že musí pro úspěšný únik dokončit kompletní synchronizaci, jinak nebude Animus schopen separovat jednotlivé postavy v jeho mysli. Desmond pokračuje v příběhu Ezia Auditore, který přichází do Masyafu, aby odkryl Altaïrovo tajemství. K tomu je potřeba pěti vzpomínkových klíčů od knihovny. Ezio pluje do Konstantinopole, setkává se Yusufem Tazimem (vůdce Konstantinopolských asasínů) a s pomocí Sofie Sartor, Sulejmana a místní větve řádu Asasínů klíče nachází, každý klíč obsahuje hratelnou Altaïrovu vzpomínku. V Masyafu pak odemyká Altaïrovu knihovnu, kde najde kostru Altaïra a Jablko, které zde zanechává. Ezio poté promlouvá k Desmondovi, o kterém tuší, že ho může určitým způsobem slyšet. Sděluje mu svůj záměr opustit řád a věří, že s pomocí nápověd, které odkryl, najde Desmond odpovědi na otázky, po kterých celý život Ezio a Altaïr pátrali. V tu samou chvíli se Desmondovi zjevuje hologram Jupitera, ten mu odkrývá celé tajemství první civilizace, která byla zničena mohutnou solární erupcí, které nedokázali Jupiter, Juno a Minerva zabránit. Jejich kompletní výzkum byl uložen ve speciálních podzemních kryptách a zůstává na samotném Desmondovi, aby našel centrální kryptu a zabránil tak druhé sluneční erupci. Naštěstí se však dodávka s Desmondem, jeho otcem Billem, Rebeccou a Shaunem objevuje právě u centrální krypty, která se následně po Desmondově probuzení aktivuje.

### Assassin's Creed III
Assassin's Creed III je dalším pokračováním série her vydaných společností Ubisoft. Hra se odehrává převážně v USA (Boston, New York a divočina). Hráč hraje za Haythama Kenwaye a poté za Connora. Poprvé je titul dostupný pro konzoli Wii U.
Odehrává se převážně v období Americké války za nezávislost. Ve hře jsou zmíněny i některé události z historie jako např. Bostonské pití čaje a historické postavy, např. George Washington. Ve hře je nově samovolné léčení, tzv. autoheal. Bratrstvo asasínů bylo velmi zjednodušeno.
Děj
Desmond Miles odchází do tajemného chrámu, který by měl údajně zvrátit obávaný konec světa. Ovšem v roli předka se hráč ocitá v roli templáře Haythama Kenwaye v druhé polovině 18. století, v Koloniální Americe během Americké revoluce, který je ale jen dočasnou postavou. Kenway v Londýnském divadle spáchal vraždu, aby získal tajemný amulet (klíč) a posléze utekl do Bostonu. Seznámí se s indiánkou Kaniethí:io (Zia), s níž později zplodí Ratonhnhaké:tona (později Connor), tedy hlavního hrdinu hry. Ten je napůl indián z kmene Mohawků a napůl Angličan (po Haythamovi. Connor nenosí jeho jméno, protože Haythama neměl v lásce, protože to byl templář. Když byl Ratonhnhaké:ton dítětem, kolonisté mu vypálili jeho rodnou vesnici, přičemž zemřela i jeho matka. Za útokem stál templář Charles Lee a Ratonhnhaké:ton přísahal, že se pomstí. Později se setkal s duchem Juno, která mu poradila aby sledoval asasínský symbol a chránil svatyni. Ratonhnhaké:ton se tedy vydá za Achillem Davenportem, který ho zasvětí do asasínských tajů a vycvičí ho, stává se Ratonhnhaké:tonovým přítelem a mentorem.
Děj hry probíhá v rozmezí let 1753 až 1783 a hlavním úkolem hráče je pomstít se za padlé obyvatele vesnice a také zabít svého templářského otce a Charlese Lee. V průběhu hry se Connor setká se Samuelem Adamsem, Templáři vyprovokují Bostonské pití čaje, pokusí se zavraždit George Washingtona - z čehož je obviněn Connor a je proto i málem popraven. Asasíni pomáhají spíše patriotům a templáři zase "červenokabátníkům" (Britům). Connor krátce spojí síly i se svým otcem Haythamem a sní o spojení templářů a asasínů. Zjistí, že příkaz na vypálení jeho rodné osady vydal George Washington a ne jeho otec, jak se domníval. Connor se nakonec otočí zády i k patriotům a zabije svého otce. Vedení templářů tak přebere Charles Lee, jehož později také konečně zabije. Connor nalezne Jablko ("kousek ráje"), které musel ukrýt, setká se s Juno. Amulet (klíč) uschová do Achilova hrobu, který již zesnul.
Desmond, k němuž se přidal i jeho otec, nalezne klíč (amulet). Juno ho vyzve, aby se pokusil spasit svět, což učiní i přesto, že se ho Minerva snaží přesvědčit, aby Juno neposlouchal, prý si chce svět podmanit sama pro sebe. Desmond ale Minervu neposlechne a obětuje se za, snad, lepší svět.

### Assassin's Creed IV: Black Flag

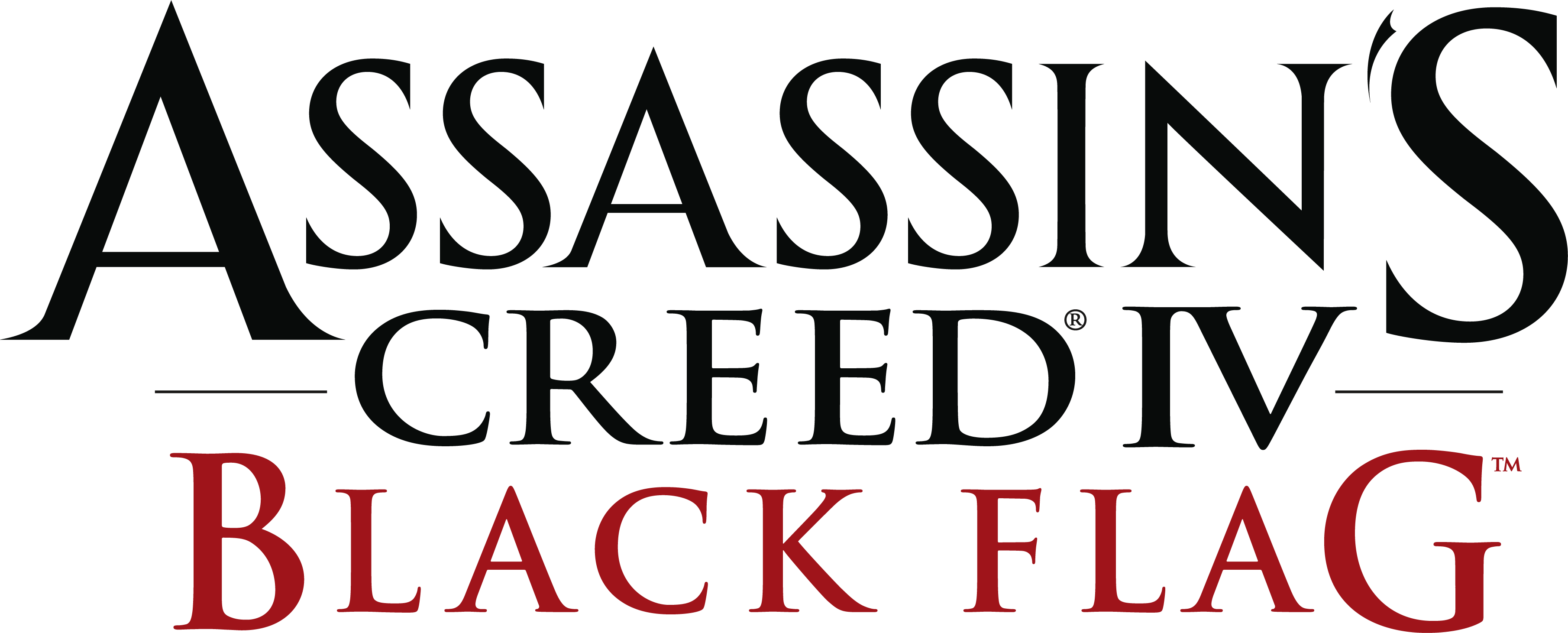
Logo Assassin's Creed IV - Black Flag

Assassin's Creed IV – Black Flag je šestým dílem oblíbené série her vydaných společností Ubisoft. Hra se odehrává převážně na vlnách Karibského moře, ale hráči navštíví i kubánskou Havanu, typicky britský Kingston, pirátské útočiště Nassau a spoustu menších karibských ostrůvků. Příběh se odehrává na počátku 18. století, konkrétně roku 1715. Hlavním představitelem hry je pirát , napůl Angličan a napůl Velšan, Edward Kenway, který je také otcem Haythama a děd Connora z třetího dílu. Edward má svou loď - Jackdaw (Kavka). Ve hře jsou velmi důležité námořní souboje a "pirátský život", přepadáváním lodí získává Edward peníze a suroviny. Lodní bitvy se objevily už v AC III, ale tentokrát jsou mnohem propracovanější a komplexnější. Edward také může dobývat námořní pevnosti. Ve hře se dá využít služeb žoldáků a tanečnic, je kladen větší důraz na stealth úkoly. Bratrstvo asasínů se ve hře již neobjevuje, je nahrazeno Edwardovou flotilou. Rychlé cestování je ve hře mnohem snazší než v předešlých hrách. Ve hře se opět objevují i skutečné historické postavy jako Benjamin Hornigold, Anne Bonny, Charles Vane či Edward „Černovous“ Teach a další.
Děj
Hra začíná rokem 1715 a odehrává se v karibském moři. Hlavní postavou je Edward Kenway - zpočátku korzár, který v boji zabije asasína, vezme si jeho úbor a tajemnou ampulku s krví, přečte si dopis, který měl asasín u sebe a dozví se tak, že asasín byl zrádce a ampulku chtěl předat templářům v Havaně. Edward se rozhodne dokončit jeho misi za něj, očekává za splnění úkolu odměnu. Edward je také ženatý s Caroline Scottovou, kterou jeho korzárský život vůbec netěší, Edward ale nevydrží na jednom místě a je korzárem hlavně proto, aby zabezpečil svůj budoucí domov a rodinu.
V současnosti je do Animu napojen náhodný pracovník společnosti Abstergo Entertainment, společnost, která ze vzpomínek předků vytváří zábavné hry. Abstergo Entertainment je jakousi satirickou obdobou Ubisoftu, v současnosti se krátce objeví i Shaun a Rebeca.
Edward v Havaně předá ampulku templářům, v přestrojení za již mrtvého asasína, později ale vysvobodí templářského zajatce Adéwaleho a uzme templářskou loď, kterou později pojmenuje "Kavka", tak se stane pirátským kapitánem a Adéwalé jeho prvním důstojníkem. Edward je hlavně pirát, přepadává lodě a pevnosti, čímž rozšiřuje svůj vliv a majetek, s templáři bojuje jen okrajově. Caroline později svého manžela opustí, Edward žije ryzím pirátským životem v pirátském městečku Nassau. Asasínům sice pomáhá, do asasínského myšlení ho zasvěcuje Mary Readová, ale nepřidá se k nim. Nassau je později zkolonizováno. Edward se kromě pirátství žene i za svým snem navštívit tajemnou Observatoř, protože věří, že díky ní by se mohl stát vládcem karibských moří. Do Observatoře ho nakonec dovede Bartoloměj Roberts, společně najdou tajemnou lebku, která umí z kapky krve vyobrazit úlomky vzpomínek, či dokonce sledovat dění přímo očima žijícího člověka. Tento mocný artefakt by z Bartoloměje a Edwarda učinil nejmocnější piráty Karibiku. Roberts ale Edwarda zradí a lebku si odnese sám. Edward z Observatoře sice uprchne, ale je zatčen a skoro rok je vězněn. Ve vězení se setká s Mary Readovou a Anne Bonnyovou, které mají být popraveny. Edward jim spolu s asasíny pomůže uprchnout, Mary při útěku zemře. Ke konci se Edward přidá ke karibským asasínům, zavraždí zrádce - Woodse Rogerse, který napomohl kolonizaci Nassau a Bartoloměje Robertse, a tak získá zpět tajemnou lebku. Nakonec zavraždí i templáře, po kterém jde od počátku příběhu, Laurena Torrese. Příběh končí, když se Edward setká se svou dcerou Jennifer Scottovou, jejíž matka Caroline zemřela. V dovětku vezme svou dceru Jenny a mladšího synka Haythama do londýnského divadla.

#### Assassin's Creed: Freedom Cry
DLC k AC IV: Black Flag s podtitulem Freedom Cry. Hlavní postavou je Adéwalé - bývalý otrok z Trinidadu, pirát a později asasín, první důstojník Edwarda Kenwaye. DLC sleduje Adéwalého život 15 let po událostech AC IV: Black Flag. DLC je zasazeno do nové lokace Port-au-Prince (bývalá Francouzská kolonie). Vyšlo v prosinci 2013 na Xbox 360, Xbox One, PS4, PS3 a PC.

### Assassin's Creed Unity

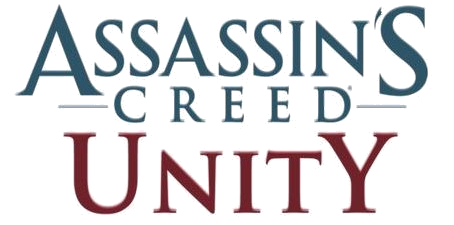
Logo Assassin's Creed Unity

Sedmý díl s podtitulem Unity se odehrává v pozdějších letech 18. století ve Francii, zejména v Paříži, během Velké francouzské revoluce. Hlavním hrdinou je francouzsko - rakouský asasín Arno Dorian. Hra vyšla globálně 13. listopadu 2014 na PlayStation 4, Windows, Xbox One a Wii U Knižní adaptace se stejnojmenným názvem vyšla 20. listopadu 2014 a na jaře 2015 byla přeložena do češtiny.

#### Assassin's Creed Unity: Dead Kings
DLC k AC Unity s podtitulem Dead Kings. Momentálně zcela zdarma jako omluva od vývojářů za četné chyby v Unity. V USA vyšlo 13. ledna 2015 pro PS4, PC a Xbox One. Hlavní postava je jako v AC Unity Arno Dorian. Příběh se odehrává v Saint-Denis, ve Francii a sleduje události po AC Unity. Ve hře jsou nové zbraně (např. "Guillotine Gun"), nové vylepšení a kostýmy.

### Assassin's Creed Rogue

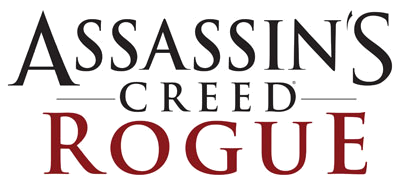
Logo Assassin's Creed Rogue

Hra vyšla jako osmý díl s podtitulem Rogue 13. listopadu 2014 na Xbox 360 a PS3 a dále na PC bez české lokalizace[zdroj?] 10. března 2015. Příběh sleduje Shaye Patricka Cormaca, který začíná jako asasín, ale později se z něj stane Templář, který začne likvidovat své bývalé asasínské přátele. Hra se odehrává v letech 1752 - 1761, na pozadí Sedmileté války. Příběhově zapadá mezi Assassin's Creed IV - Black Flag a Assassin's Creed III, je prequelem AC Unity. Hra se odehrává v New Yorku a širším okolí, hratelnost se zaměřuje převážně na lodní bitvy (jako AC IV:BF). Shayova loď - Morrigan - je o něco menší než Kavka (Jackdaw), je ale lépe vybavená (je možné ji vylepšovat), třeba i hořlavým olejem proti pronásledovatelům .

### Assassins Creed Syndicate

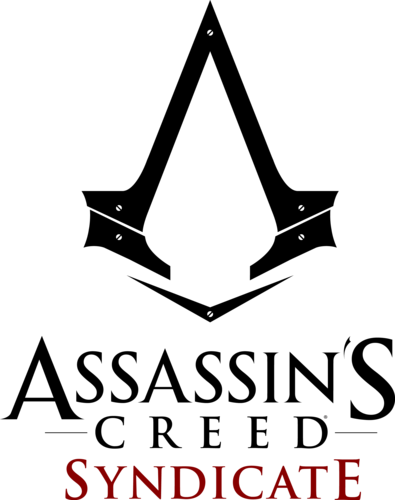
Logo Assassin's Creed Syndicate

Devátý díl jménem Assassin's Creed Syndicate vyšel v říjnu 2015 na Windows, PlayStation 4 a Xbox One. Děj se odehrává v 19. století ve viktoriánské Anglii. Hrajeme zde za dvojčata Jacoba a Evie Frye, kteří se snaží osvobodit Londýn od Templářů a přitom najít artefakt první civilizace „Záštitu ráje".
Jacob Frye
Eviin mladší bratr. V příběhu je to ten, kdo zabíjí templářské cíle. Postupně v příběhu založí svůj gang Rooks (v českém překladu Věže, dle šachu, jak je i ve hře vysvětleno) aby mohl bojovat s Mizery (gang, který terorizuje Londýn, má též jisté vazby na Templáře). Postupuje nerozvážně a často nadělá spoustu problémů, které za něj řeší jeho sestra Evie.
Evie Frye
Starší z dvojčat je rozvážnější, Záštitu ráje hledá, aby ji pro sebe nezískal templářský velmistr Crawford Starrick. Bojuje se svou soupeřkou, templářkou Lucy Thorenovou.

### Assassin's Creed Origins

Logo Assassin's Creed Origins

Desátý díl jménem Assassin's Creed Origins byl vydán 27. října 2017. Díl je zasazen do dob starověkého Ptolemaiovského Egypta(49-43 př. n. l.). Hráč se ujme role Bayeka, medjaye a zakladatele "Hidden Ones", řád který se později přetvoří do řádu Assasínů. Bayek se snaží zničit Řád prastarých kvůli kterým ztratil svého syna. V současnosti se hráč ujme Layly Hassanové, pracovnice pro Abstergo, která později zběhne k Assasínům.

### Assassin's Creed Odyssey
Jedenáctý díl série pojmenovaný Assassin's Creed Odyssey byl oznámen 31. května 2018 společností Ubisoft. Další informace o hře byly zveřejněny až na E3 v červnu 2018. Videohra byla vydána dne 5. října 2018 na Microsoft Windows, PlayStation 4 a Xbox One. Hra se odehrává v letech 431-422 př. n. l. Hráč se ujme Kassandry (Alexios pokud hráč chce hrát za mužskou postavu, ten však není kanonický"), která loví Kosmův Kult který jde po ní a její rodině. Později se ale ukáže, že Kassandra je hybrid (napůl člověk a napůl Isu). Jedná se též o první hru ze série kdy hráč má jeden z artefaktů Isu po celou hru, Oštěp Leonida (Spear of Leonidas). V současnosti se opět hráč ujme role Layly Hassanové.

### Assassin's Creed Valhalla
Dvanáctý díl série pojmenovaný Valhalla byl oznámen 29. dubna 2020 společností Ubisoft. Videohra je zasazena v období vikingů. Ubisoft Montreal vede spolu s dalšími čtrnácti studii vývoj videohry. Pracovní název zvaný Assassin's Creed Kingdom unikl na počátku dubna 2019. Hlavní postavou je Eivor Varinsdottir, "Štítová dívka" , členka klanu Krkavců a reinkarnace Isu Odina. V současnosti se  hráč  opět a naposledy  ujme role Layly Hassanové.

## Vedlejší konzolové hry

### Assassin's Creed III: Liberation/Assassins Creed: Liberation HD
Spin-off ke třetímu dílu s podtitulem Liberation (Osvobození) vyšel nejprve exkluzivně 30. října 2012 na PS Vita. Hra byla dále 14. ledna 2014 vydána na PS3 a Xbox 360; 15. ledna 2014 na PC - všude v HD rozlišení, bez české lokalizace a převážně v digitální distribuci (na PC i v krabicové verzi). Hlavní hrdinkou je Aveline de Grandpré, která bojuje za práva a osvobození otroků. Dostane se k artefaktům, po kterých Templáři touží. Příběh se odehrává v letech 1765 až 1777, kdy na severu dochází k vyostření situace vedoucí až k americké revoluci a také se španělské síly chystají k ovládnutí Louisiany na jihu. Hra se odehrává v New Orleans i v divočině (s bažinami plnými voodoo magie a se starobylými mayskými ruinami). Asasínka Aveline chce získat pro svou zemi a lid svobodu, kromě tradičních asasínských dovedností umí využívat převleky a tak se nepozorovaně dostat do střežených oblastí.

### Assassin's Creed Chronicles
Ubisoft oznámil další díl série a je jím titul s podnázvem Chronicles. Jedná se o trilogii zasazenou do tří různých časových linií s různými protagonisty. Děj postupně zavítá do:
- Číny v letech 1526 až 1532, dva roky po událostech na konci Assassin's Creed: Revelations (po filmu Assassin's Creed: Embers), v období rozpadu dynastie Ming. Protagonistkou je čínská assassínka Shao Jun.
- Indie v roce 1841, za války císařství Sikh. Protagonistou je indický assassín Arbaaz Mir.
- Ruska po následcích Rudého října, protagonistou je ruský assassín Nikolaj Orelov.

## Ruční konzolové a mobilní hry

### Assassin's Creed: Altaïr's Chronicles
Hra pro Nintendo DS a mobilní systémy. Příběh Assassin's Creed: Altaïr's Chronicles se odehrává před události prvního dílu, do roku 1190. Altaïr přijíždí do svého rodného města, které nalézá v ruinách pod útokem Templářů, kterým se Altaïr postaví. Je požádán svým mistrem, aby našel Kalich, silný nástroj, který musí být nalezen a zničen jednou pro vždy, aby zastavil válku.

### Assassin's Creed: Bloodlines
Hra pro PlayStation Portable. Děj Assassin's Creed: Bloodlines se odehrává krátce po konci prvního dílu. Altaïr se dozvídá o plánech Templářů, kteří se chystají utéct na Kypr. To se ovšem Altaïrovi nelíbí, a tak míří na Kypr spolu s Mariou Thorpe, která se ho prve snažila zabít, a poté se do sebe zamilovali. Hra se odehrává pouze v Limassolu a v Kyrenii.

### Assassin's Creed II: Discovery

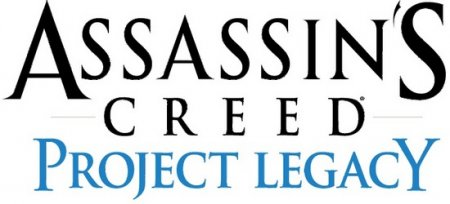
Logo AC: Project Legacy

Hra pro Nintendo DS a systém iOS - Assassin's Creed II: Discovery. Příběh se odehrává ve Španělsku, v roce 1490. Ezio osvobozuje ostatní asasíny ze zajetí, ale do cesty se mu připletou Templáři, kteří chtějí objevit Nový svět. Ezio tak musí zachránit nejen ostatní asasíny, ale i Kryštofa Kolumba a zničit hrozbu, kterou Templáři představují.

### Assassin's Creed: Pirates
Spin-off na smartphony a tablety s podtitulem Pirates. Hlavní postavou je pirát Alonzo Batilla. Příběh se odehrává jako AC IV: Black Flag v 18. století. Vyšlo 5. prosince 2013.

## Zrušené hry

### Assassin's Creed: Project Legacy
Assassin's Creed: Project Legacy byla hra pro Facebook, jež byla vydána jako tzv. tie-in pro propagaci nadcházejícího dílu Assassin's Creed: Brotherhood. Hra byla vydána na konci září 2010; 15. května 2013 byla ale ze strany Facebooku stažena, neboť nebyla po příliš dlouhou dobu aktualizována.

## Knihy
- Assassin's Creed: Renesance (Assassin's Creed: Renaissance) - Oliver Bowden (překlad 2010: Kateřina Niklová), děj vychází z druhého dílu hry, popisuje raný život Ezia Auditore. V angličtině kniha vyšla 20. listopadu 2009.
- Assassin's Creed: Bratrstvo (Assassin's Creed: Brotherhood) - Oliver Bowden (překlad 2011: Kateřina Niklová), děj vychází ze hry Assassin's Creed: Bratrstvo, popisuje život Ezia Auditore. V angličtině kniha vyšla 25. listopadu 2010.
- Assassin's Creed: Tajná křížová výprava (Assassin's Creed: The Secret Crusade) - Oliver Bowden (překlad 2012: Kateřina Niklová), děj vychází z prvního dílu hry, popisuje život Altaïra prostřednictvím Ezia. V angličtině kniha vyšla 23. června 2011.
- Assassin's Creed: Odhalení (Assassin's Creed: Revelations) - Oliver Bowden (překlad 2012: Kateřina Niklová), děj vychází ze hry Assassin's Creed: Odhalení, popisuje závěr Eziova života. V angličtině kniha vyšla 24. listopadu 2011.
- Assassin's Creed: Opuštěný (Assassin's Creed: Forsaken) - Oliver Bowden (překlad 2013: Kateřina Niklová), děj vychází ze třetího dílu hry, popisuje život Haythama Kenwaye prostřednictvím Connora - psáno formou deníku. V angličtině kniha vyšla 4. prosince 2012.
- Assassin's Creed: Černá vlajka (Assassin's Creed: Black Flag) - Oliver Bowden (překlad 2014: Kateřina Niklová), děj vychází ze hry Assassin's Creed IV: Black Flag, popisuje život Edwarda Kenwaye. V angličtině kniha vyšla 7. listopadu 2013.
- Assassin's Creed: Jednota (Assassin's Creed: Unity) - Oliver Bowden (překlad 2015): Kateřina Niklová), děj vychází ze hry Assassin's Creed Unity, popisuje události tohoto dílu z pohledu Elise de la Serre, psáno formou deníků. V angličtině kniha vyšla 20. listopadu 2014.
- Assassin's Creed: Podsvětí (Assassin's Creed: Underworld) - Oliver Bowden (překlad 2016: Kateřina Niklová), děj vychází ze hry Assassin's Creed Syndicate, popisuje život Henryho Greena, mentora Jacoba a Evie. V angličtině kniha vyšla 5. listopadu 2015.
- Assassin's Creed: Poslední potomci (Assassin's Creed: Last Descendants) - Matthew J. Kirby (překlad 2019: Kateřina Niklová) V angličtině kniha vyšla 30. srpna 2016. Jedná se o první díl trilogie Assassin's Creed: Poslední potomci.
- Assassin's Creed: Kacířství (Assassin's Creed: Heresy) - Christie Golden (překlad 2017: Kateřina Niklová) V angličtině kniha vyšla 15. listopadu 2016.
- Assassin's Creed: Oficiální knižní adaptace filmu (Assassin's Creed: The Official Movie Novelization) - Christie Golden (překlad 2017: Kateřina Niklová), děj vychází z filmu Assassin's Creed. V angličtině kniha vyšla 21. prosince 2016.
- Assassin's Creed: Chánova hrobka (Assassin's Creed: Last Descendants – Tomb of the Khan) - Matthew J. Kirby (překlad 2021: Kateřina Niklová). V angličtině kniha vyšla 27. prosince 2016. Jedná se o druhý díl trilogie Assassin's Creed: Poslední potomci.
- Assassin's Creed: Pouštní přísaha (Assassin's Creed: Origins – Desert Oath) - Oliver Bowden (překlad 2018: Kateřina Niklová), děj vychází ze hry Assassin's Creed: Origins, popisuje život Bayeka před událostmi hry. V angličtině kniha vyšla 10. října 2017.
- Assassin's Creed: Osud bohů (Assassin's Creed: Last Descendants – Fate of the Gods) - Matthew J. Kirby (překlad 2021: Kateřina Niklová). V angličtině kniha vyšla 26. prosince 2017. Jedná se o závěrečný díl trilogie Assassin's Creed: Poslední potomci.
- Assassin's Creed: Odysea (Assassin's Creed: Odyssey) - Gordon Doherty (překlad 2019: Kateřina Niklová), děj vychází ze hry Assassin's Creed: Odyssey, popisuje život Kassandry. V angličtině kniha vyšla 5. října 2018.
- (Assassin's Creed: The Ming Storm) - Yan Leisheng, popisuje život Shao Jun. V čínštině kniha vyšla 31. března 2019. Jedná se o první díl nekanonické trilogie o Shao Jun.
- Assassin's Creed: Geirmundova sága (Assassin's Creed: Valhalla – Geirmund's Saga) - Matthew J. Kirby (překlad 2021: Kateřina Niklová), popisuje život Geirmund Hel-hide. V angličtině kniha vyšla 10. listopadu 2020.
- (Assassin's Creed: Fragments – The Blade of Aizu) - Olivier Gay, popisuje život Shiba Atsuko a Shiba Ibuka. V francouzštině kniha vyšla 15. dubna 2021. Jedná se o první díl trilogie Assassin's Creed: Fragments.
- (Assassin's Creed: Fragments – The Highlands Children) - Alain T. Puysségur, popisuje život Fillan a Aileas. V francouzštině kniha vyšla 16. září 2021. Jedná se o druhý díl trilogie Assassin's Creed: Fragments.
- (Assassin's Creed: The Desert Threat) - Yan Leisheng, popisuje život Shao Jun. V čínštině kniha vyšla 19. října 2021. Jedná se o druhý díl nekanonické trilogie o Shao Jun.
- (Assassin's Creed: Fragments – The Witches of the Moors) - Adrien Tomas, popisuje život Margaux, Ermeline a Pierre de Lancre. V francouzštině kniha vyšla 20. ledna 2022. Jedná se o závěrečný díl trilogie Assassin's Creed: Fragments.
- (Assassin's Creed: Prophecy of the Emperor) - Sui Shi. V čínštině kniha kniha vyšla 25. března 2022. Jedná se o první díl dekalogie Assassin's Creed: The Imperial Jade Seal.
- (Assassin's Creed: Valhalla – Sword of the White Horse) - Elsa Sjunneson, popisuje život Niamh of Argyll. V angličtině kniha vyšla 5. dubna 2022.
- (Assassin's Creed: The Engine of History – The Magus Conspiracy) - Kate Heartfield, popisuje život Simeon Price a Pierrette Arnaud. V angličtině kniha vyšla 2. srpna 2022. Jedná se o první díl trilogie Assassin's Creed: The Engine of History.
- (Assassin's Creed: The Golden City) - Jaleigh Johnson, popisuje život Hytham a Basim Ibn Ishaq. V angličtině kniha vyšla 2. května 2023.
- (Assassin's Creed: The Engine of History – The Resurrection Plot) - Kate Heartfield, popisuje život Simeon Price a Pierrette Arnaud. V angličtině kniha vyšla 4. července 2023. Jedná se o druhý díl trilogie Assassin's Creed: The Engine of History.
- (Assassin's Creed: Mirage – Daughter of No One) - Maria Lewis, popisuje život Roshan. V angličtině kniha vyšla 21. listopadu 2023.

## Filmová adaptace

### Assassin's Creed: Lineage
Krátký francouzsko-kanadský hraný film od společnosti Ubisoft, který vyšel roku 2009. Časově se řadí před hru Assassin's Creed II zabývá se událostmi před touto hrou a popisuje asasínský život Giovanniho Auditore. Milánský vévoda byl zavražděn a templářský velmistr Rodrigo Borgia začíná mít moc... Trvání: 36 minut, Režie: Yves Simoneau, Hudba: George S. Clinton, Hrají: Romano Orzari, Devon Bostick, Claudia Ferri, Michel Perron, Jesse Rath.

### Assassin's Creed Ascendance
Krátký kanadský animovaný film, který vyšel roku 2010. Má za úkol zafungovat jako jakýsi most mezi hrami Assassin's Creed II a Assassin's Creed: Brotherhood. Ascendance sleduje hlavního hrdinu Ezia Auditoreho, jak se snaží sesadit z trůnu rodinu Borgia a dozví se pravdu o brutálním způsobu nástupu Caesara Borgii k moci. Trvání: 14 minut, Režie: Laurent Bernier, Hudba: Jesper Kid a Inon Zur

### Assassin's Creed Embers
Krátký kanadský animovaný film, který vyšel roku 2011. Časově se řadí za hru Assassin's Creed: Revelations a popisuje úplný konec Eziova života. Ezio se se svou rodinou usadil v rodné Florencii. Ví, že se jeho čas krátí, ale tahle věc ho netíží. Někdo ho chce totiž zabít... Trvání: 21 minut, Hudba: Jesper Kyd

### Assassin's Creed
Americká filmová adaptace první hry této série měla premiéru 21. prosince 2016. Film sleduje příběh Calluma Lynche, který prožije díky programu Animus vzpomínky svého předka, asasína Aguilara, žijícího během španělské inkvizice v 15. století, který stojí v cestě Templářům v jejich hlédání bájného artefaktu, s jehož pomocí chtějí ovládnout svět. Hlavní roli Aguilara a Calluma hraje Michael Fassbender (Centurion), který film i produkuje. Film je ve 3D. Scénář: Scott Frank, Režie: Justin Kurzel

## Komiksy
- Assassin's Creed - součástí US limitované edice původní hry a webu Penny Arcade (2007) - Příběh není kánon.
- Assassin's Creed - součástí EU limitované edice původní hry (2007) - Příběh není kánon.
- Assassin's Creed - 6 francouzských komiksů (2009-2014) - Itálie, 259 a Egypt, 1250 a 1340-1341. Příběh Aquilus (259), Numa Al'Khamsin (1340-1341) a Leila (1341). Část příběhu z přítomnosti není kánon, pouze části z minulosti.
- Assassin's Creed: The Fall (2010-2011) - Rusko, 1888-1918 a USA, 1998-2000. Příběh Nikolaje Orelova - protagonisty AC Chronicles: Russia (1888-1918) a Daniel Cross (1998-2000).
- Assassin's Creed: The Chain (2012) - Rusko, 1919-1928 a USA, 2002. Pokračování příběhu Nikolaje Orelova - protagonisty AC Chronicles: Russia (1919-1928), jeho syna Innokenti Orelov (1928) a Daniel Cross (2002).
- Assassin's Creed: Awakening (2013-2014) - Příběh není kánon.
- Assassin's Creed: Brahman (2013) - Indie, 1839 a Indie, 2013. Příběh Arbaaze Mira - protagonisty AC Chronicles: India (1839) a Jot Soora (2013).
- Assassin's Creed (2015-2016) (Assassin's Creed: Assassins)
  - Zkouška ohněm (2015-2016) (Trial by Fire) - USA, 1852, USA, 1692 a USA, 2015. Příběh Thomas Stoddard (1692) a Charlotte de la Cruz (2015).
  - Zapadající slunce (2016) (Setting Sun) - Peru, 1536 a Mexiko, 2016. Příběh Quila (1536) a Charlotte de la Cruz (2016).
  - Návrat domů (2016) (Homecoming) - Itálie a Řecko, 1515 - 1516 a Mexiko a Somálsko, 2016. Příběh Hiram Stoddard (1515 - 1516) a Charlotte de la Cruz (2016).
- Assassin's Creed: Templars (2016-2017)
  - Black Cross (2016) - Anglie a Čína, 1927 a Kanada, 2013. Příběh Albert Bolden (1927) a Juhani Otso Berg (2013).
  - Cross of War (2016-2017) - Libye, 1805 a USA, 2016. Příběh Jan van der Graff (1805) a Juhani Otso Berg (2016).
- Assassin's Creed: FCBD 2016 Edition (2016) - Haiti, 1791, Čína, 1927 a Mexiko, 2016. Příběh Elsie (1791), Albert Bolden (1927) a Charlotte de la Cruz (2016).
- Assassin's Creed: Last Descendants – Locus (2016) - Anglie, 1872 a USA, 2016. Příběh Tommy Greyling (1872) a Sean Molloy (2016).
- Assassin's Creed: Conspiracies (2016-2017)
  - Die Glocke (2016) - Německo, 1940-1943 a Švýcarsko, 2017. Příběh Eddie Gorm (1940-1943) a Maxime Gorm (2017).
  - Project Rainbow (2017) - Německo, Polsko a USA, 1943 a Švýcarsko, 2017. Příběh Eddie Gorm (1943) a Maxime Gorm (2017).
- Assassin's Creed: Vzpoura (2017-2018) (Assassin's Creed: Uprising)
  - Společný zájem (2017) (Common Ground) - Čína, Anglie, Kanada, Německo, Švýcarsko, 2017. Příběh Charlotte de la Cruz.
  - Bod zvratu (2017) (Inflection Point) - Čína, 1927, Španělsko, 1937 a Anglie, 2017. Příběh Albert Bolden (1927 a 1937), Ignacio Cardona (1937) a Charlotte de la Cruz (2017).
  - Finále (2018) (Finale) - Anglie, Španělsko a Austrálie, 2018. Příběh Charlotte de la Cruz.
- Assassin's Creed: Reflections (2017) - Čína, 1227, Itálie, 1504-1505, Francie, 1519, Karibské moře, 1722, USA, 1796 a Kanada, 2017. Příběh Altaïr Ibn-La'Ahad (1227), jeho syna Darim Ibn-La'Ahad (1227), Ezio Auditore da Firenze (1504-1505 a 1519), Edward Kenway (1722), Ratonhnhaké:ton (1796), jeho dcery (1796) a Juhani Otso Berg (2017).
- Assassin's Creed: Origins (2018) - Egypt, 40 př. n. l. a 30 př. n. l. Příběh Amunet (Aya) - protagonistky Assassin's Creed: Origins.
- Assassin's Creed: Bloodstone (2019) - Vietnam a USA, 1957-1963 a 2017. Příběh Alekseï Gavrani (1957-1963) a Tomo Sakagawa (2017).
- Assassin's Creed: Meč bojovnice Šao Jun (2019-2021) (Assassin's Creed: Blade of Shao Jun) - Čína, 1510-1530 a Japonsko, 2019. Příběh Shao Jun (1510, 1517 a 1524-1530) a Lisa Huang (2019).
- Assassin's Creed: Dynasty (2020-2022) - Čína, 751-758. Příběh Li E a He Shi.
- Assassin's Creed: Valhalla – Song of Glory (2020) - Norsko, 870. Příběh Eivor - protagonistky Assassin's Creed: Valhalla a Sigurd.
- Assassin's Creed: Valhalla – Blood Brothers (2020-2021) - Norsko, 866. Příběh Ulf Stensson a Bjorn Stensson.
- Assassin's Creed: Valhalla webkomiks (2020) - součástí Assassin's Creed: Valhalla – The Converts.
- Assassin's Creed: Cinders (2021) - Příběh není kánon.
- Assassin's Creed: Valhalla – Forgotten Myths (2022) - Devět světů. Příběh Baldra, syna Odina.
- Assassin's Creed: Valhalla – The Hidden Codex (2023) - Skotsko, 8??. Příběh monka Edward a vikinga Nielse.
- Assassin's Creed: Forgotten Temple (2023-dosud) - Čína, 1724-1725 a 2023. Příběh Edward Kenway (1724-1725) a Noa Kim (2023).
- Assassin's Creed: Visionaries (2023-2024) - Příběh není kánon.
- Assassin's Creed: Mirage – A Soar of Eagles (2025) - Eritrea, 6??. Příběh Fuladh Al Haami a Roshan.
- Assassin's Creed: Shadows – Iga no Monogatari (2025) - Japonsko, 1560. Příběh Tsuyu, Hattori Hanzō a Fujibayashi Nagato.

## Lokalizace
V České republice vycházejí hry pro osobní počítače s českou lokalizací, pro konzole dříve s anglickou a od Assassin's Creed III jsou i pro konzole české titulky. Díl Assassin's Creed Valhalla však nemá českou lokalizaci.